# 과학적 기수법
| 십진 기수법   | 과학적 기수법 |
| ------------- | ------------- |
| 2             | 2×100         |
| 300           | 3×102         |
| 4321.768      | 4.321768×103  |
| −53000        | −5.3×104      |
| 6720000       | 6.72×109      |
| 0.2           | 2×10−1        |
| 987           | 9.87×102      |
| 0.00000000751 | 7.51×10−9     |

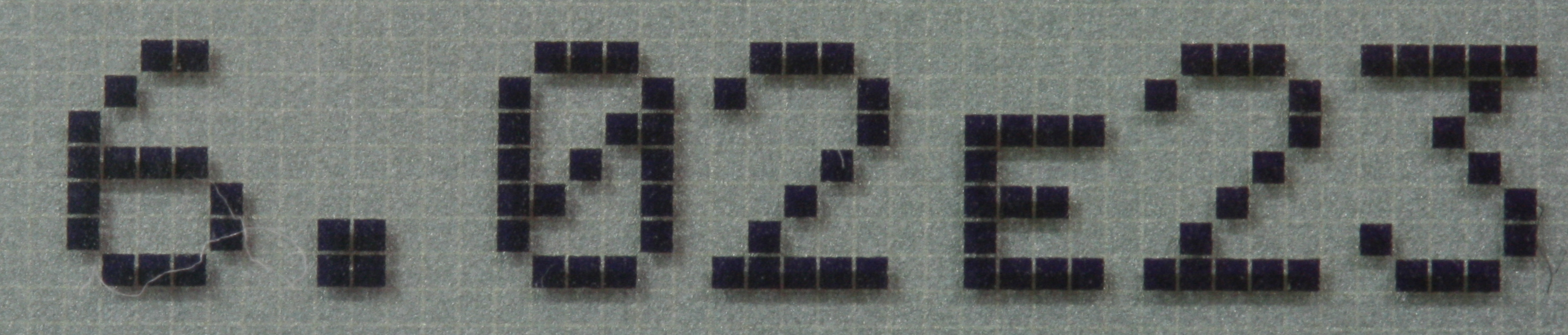

과학적 기수법(科學的記數法), 과학적 표기법(科學的表記法, scientific notation, scientific form, standard index form, standard form)은 너무 크거나 너무 작은 숫자들을 십진법으로 편하게 작성하여 표현하는 방법이다. 과학자, 수학자, 공학자들이 공통적으로 사용하는데, 부분적인 이유는 특정한 산술을 단순화시켜 주기 때문이다. 과학 계산기에서는 "SCI" 디스플레이 모드라는 이름으로 알려져 있다.
과학적 기수법에서 모든 숫자는 다음과 같은 형태로 작성된다.
m × 10n
이는 m을 10의 n승에 곱하는 것을 의미하며 여기서 지수 n은 정수이고 계수 m은 실수이다. 정수 n은 크기 정도라고도 하며 실수 m은 정수부(Significand)라고 한다.
10진 부동소수점은 과학적 기수법과 밀접한 관련이 있는 컴퓨터 산술 시스템이다.

## 부동소수점 표기법
부동소수점 표기법은 하나의 수를 지수 부분과 유효 숫자 부분으로 나누어 표시하는 방법이다. 지수의 크기에 따라 소수점이 이동, 즉 부동(浮動)하기 때문에 이런 이름이 붙었다. 예를 들어, 93000000은 9.3×107 또는 93×106 등으로 나타낼 수 있다. 부동소수점 표기법은 숫자를 나타내는 데 필요한 자릿수를 줄임으로써 아주 크거나 아주 작은 숫자들을 다룰 수 있게 해준다.

## 같이 보기
- 위치 기수법
- ISO/IEC 80000